# Плана (село)
Вижте пояснителната страница за други значения на Плана.
Плана е село в Западна България. То се намира в Столична община, област София.

## География
Селото се намира на 36 km от центъра на столицата София. Разположено е в най-високата част на едноименната планина Плана, на голяма надморска височина (средно 1200 м.), близо до връх Манастирище – 1338 м.н.в. Разпределено е на петнадесет малки и по-големи махали. Първата махала е Календеровата. Всъщност има две махали с това име – Горни и Долни Календеровци. Освен тях се нареждат Масóва, Манов камък, Попова, Бурнаска, Риджóва, Новачка, Манчева, Велчова, Кьосева, Турмачка, Джамóва и Чорбаджийска. Най-голямата махала, в която се намира кметството, е Чаршийска. Селото има над 320 къщи. То е така разположено, че едновременно има изглед към Рила, Витоша, Плана и Верила. Две реки текат през южната част на селото – река Егуля и нейният приток. В източния край на землището на селото, в близост до Наземната станция за спътникови връзки, тече река Планщица.

## История
Населението има македонски беломорски корен и е съставено от преселници от пернишкото село Чуйпетлово, намиращо се на южния склон на Витоша. На мястото на днешното село Плана е имало турски чифлик и чуйпетловци са изминавали доста дълъг път през лятото, за да работят в него. Решението за преселване на това място било продиктувано от наличието на хубави пасища и по-голямата сигурност от нападения, поради постоянното турско присъствие. Първоначално се преселили ратаите, впоследствие и техните родове. Родовете – основатели се обединили и закупили имота от чифликчията, който се изселил заедно с всичките си сънародници.
Пътуващи планински овчари от Чуйпетлово, с характерния и за беломорските овчари поминък, създават също селата Лисец и Яребковица във Верила.
Традиционно част от Самоковско, селото е прехвърлено към общината на София през 1959 година.
През 60-те и 70-те години в селото е организирана Фолклорна певческа група „Плана“, изпълняваща традиционна местна народна музика, която през 1974 година получава Европейска награда за народно изкуство на Фондация „Алфред Тьопфер“.
До църквата „Св. Успение Богородично“ има паметник на героите от селото, загинали във войните през първата половина на ХХ век.

## Религии
В Плана има християнски храм „Св. Успение Богородично“, три параклиса: „Св. Киприян“ (след махала Турмачка), „Св. Дух“ (над махала Попова), „Св. Дух“ (на връх Манастирище) и Будистка Ступа София

## Обществени институции
- Кметско наместничество Плана
  - Кметски наместник: Валери Стоянов
  - Адрес: Столична Община, Район Панчарево, махала „Чаршия“, ПК 1475, прием: понеделник и четвъртък 9:00 – 12:00 ч.
  - Всеки работен ден от 09.00 до 11.00 часа в кметството на село Плана има технически сътрудник по ЕСГРАОН.
  - Телефон: 02/ 992 7664

## Редовни събития
Ежегоден събор, провеждащ се на Свети Дух 50 дни след Великден на връх Манастирище край селото. През лятото на 2012 г. за първи път се проведе организиран техно фест до р. Егуля. Уникалното на това село е местоположението му – между четири планини: Плана, Витоша, Верила и Рила, към тях се открива прекрасна гледка! Това е и причината за изключително чистия и свеж въздух.

## Транспорт и инфраструктура
До село Плана има 1 редовна автобусна линия, обслужвана от столичния Център за градска мобилност – автобус № 70. Начална спирка – НСБАЛ по онкология (до метростанция Г.М. Димитров). Крайна спирка – село Плана (Махала „Чаршийска“) – площада пред бившето кметството. Цена на билета – на цената на билет от градския транспорт в София. Автобусът се движи 6 пъти дневно, но разписанието е удобно за любителите на туризма.
Пътят до селото започва като отклонение на път III-181 при местността Брезите, в южния край на село Железница. Шосето е най-ниска категория, липсва маркировка, поддържано е, но с кърпено асфалтово покритие.
Селото е водоснабдено с прекрасна и чиста вода от Рилския водопровод. Няма канализация.

## Други
В близост до селото функционира Наземната сателитна станция за спътникови връзки „Плана“ на Българската телекомуникационна компания. Открита през 1977 година като Космическа станция „Шипка“, днес тук се намират двете най-големи сателитни антени в България – с диаметър 18,3 м, тежащи по 70 тона.
До най-горната махала се намира Геодезическа обсерватория „Плана“, разполагаща със съвременна астрономо-геодезическа апаратура, сеизмограф, автоматична МТО станция, озонометър, модерна йоносферна станция, уреди за екологични изследвания.
В района на селото има две конни бази, предлагащи езда и походи в планината.
В планината се срещат сърни и елени, лисици, диви прасета, диви котки, зайци и кафява мечка.